# أندريه حسين
أندريه حسين (بالفرنسية: André Hossein) هو ملحن فرنسي، ولد في 2 فبراير 1905 في سمرقند في أوزبكستان، وتوفي في 9 أغسطس 1983 في باريس في فرنسا.

## وصلات خارجية
- أندريه حسين على موقع IMDb (الإنجليزية)
- أندريه حسين على موقع ألو سيني (الفرنسية)
- أندريه حسين على موقع ميوزك برينز (الإنجليزية)
- أندريه حسين على موقع أول موفي (الإنجليزية)
- أندريه حسين على موقع ديسكوغز (الإنجليزية)
- أندريه حسين على موقع قاعدة بيانات الفيلم (الإنجليزية)
- أندريه حسين على موقع كينوبويسك (الروسية)